# مي نصر
مي نصر (1965 -)، فنانة وعازفة لبنانية وُلدت في البحرين. تحمل شهادة بكالوريوس في العلوم والآداب من كلية بيروت 1987م. تعزف على الغيتار وتغني غالباً أغانيا للفنانة الشهيرة فيروز.

## أعمالها
قدمها الفنان الراحل فريد أبو الخير وقدمها إلى الفنان القدير الراحل زكي ناصيف، حيث قدموا لها دروساً في تدريب الصوت بين عامي 1997-2002، ثم مع الأستاذة بديعة صبرا حداد بين 2004-2009م.
أحيت العديد من الحفلات والمهرجانات عربية في لبنان وسوريا والبحرين في وشاركت في حفلات عالمية في الولايات المتحدة الأميركية وألمانيا. وأطلقت ألبومها الأول «للغالي» في بيروت ودمشق.
أجريت معها العديد من اللقاءات التلفزيونية والصحفية.

## مرجع
الموقع الرسمي للفنانة مي نصر